# Akademisk frackkrage
En akademisk frackkrage är en krage av sidenbroderat sammet som visar akademisk rang eller tillhörighet i de kungliga svenska akademierna. Doktorskragen är den mest kända typen av akademisk frackkragar. 
De olika universitetens kragar ser olika ut, men har ofta återkommande akademiska symboler som t.ex. lagerblad. Akademiernas kragar pryds av symboler med koppling till deras respektive verksamhetsområden. 

## Historia
Inspiration till kragens framväxt kan ha kommit från Karl XIV Johans franska marskalksuniform i början under 1800-talet, att både lärare och studenter vid Uppsala universitet bar broderade sammetskragar beskrevs av August Blanche i romanen Järnbäraren 1845.
Idag är student- och magisterkragar ovanliga, akademi- och doktorskragarna är mer vanliga och den sistnämnda förekommer fortfarande vid doktorspromovering.

## Typer av akademisk frackkragar
- Akademikrage - För ledamöter i de kungliga svenska akademierna
- Professorskrage - För professor
- Docentkrage - Kan vid vissa universitet vara samma som professorskragen
- Doktorskrage - För avlagd doktorsexamen
- Magisterkrage - För avlagd magisterexamen vid lärosäte där sådan brukas (Uppsala, Stockholm, Göteborg)
- Studentkrage - För student vid lärosäte där sådan brukas (Uppsala, Lund, Stockholm, Göteborg)